# Supplies and Demands
Supplies and Demands is de zesde aflevering van het achtste seizoen van de televisieserie ER, die voor het eerst werd uitgezonden op 1 november 2001.

## Verhaal
Dr. Carter en dr. Lewis kunnen het samen goed vinden, zij bezoeken samen voor het werk een yogaklas. Op het werk krijgen zij te maken met een uitbraak van meningokokken. 
Dr. Corday wordt tijdens haar werkzaamheden achtervolgd door een specialiste, zij moet ontdekken of dr. Corday verantwoordelijks is voor het verspreiden van een dodelijke infectie. Zelf is zij ook op onderzoek uit wie de verantwoordelijke is voor deze verspreiding, overtuigd van het feit dat zij dit niet is. Dan krijgt zij ineens te horen dat zij toch verantwoordelijk wordt gehouden en de politie start een onderzoek. Als dit nog niet genoeg is komt zij thuis erachter dat Rachel onverantwoordelijk oppast op Ella. 
Lockhart ontdekt dat dr. Kovac gezorgd heeft dat zijn nieuwe vriendin Nicole werk heeft gevonden op de SEH als koerier. Zij ontdekt ook al snel dat Nicole hiervoor totaal niet geschikt is. Ondertussen heeft zij een patiënt die zichzelf probeerde te besnijden
Dr. Benton laat Roger duidelijk merken dat hij uit het leven van Reese moet blijven. 
Dr. Kovac heeft een patiënt met een permanente katheter, hij ontdekt dat de patiënt deze ook gebruikt voor het inspuiten van heroïne. 

## Rolverdeling

### Hoofdrollen
- Anthony Edwards - Dr. Mark Greene
- Hallee Hirsh - Rachel Greene
- Noah Wyle - Dr. John Carter
- Alex Kingston - Dr. Elizabeth Corday
- Paul McCrane - Dr. Robert Romano
- Goran Višnjić - Dr. Luka Kovac
- Sherry Stringfield - Dr. Susan Lewis
- Eriq La Salle - Dr. Peter Benton
- Matthew Watkins - Reese Benton
- Matthew Glave - Dr. Dale Edson
- Megan Cole - Dr. Upton
- Maura Tierney - verpleegster Abby Lockhart
- Conni Marie Brazelton - verpleegster Connie Oligario
- Lily Mariye - verpleegster Lily Jarvik
- Deezer D - verpleger Malik McGrath
- Lucy Rodriguez - verpleegster Bjerke
- Dinah Lenney - verpleegster Shirley
- Lyn Alicia Henderson - ambulancemedewerker Pamela Olbes
- Emily Wagner - ambulancemedewerker Doris Pickman
- Khandi Alexander - Jackie Robbins
- Vondie Curtis-Hall - Roger McGrath
- Demetrius Navarro - Morales
- Troy Evans - Frank Martin

### Gastrollen (selectie)
- Virginia Capers - Mrs. Wilson
- Vernee Watson-Johnson - April Wilson
- Shelly Cole - Laura Avery
- Drew Ebersole - Rick
- Anthony Guidera - brandweerman
- Dea Lawrence - Dana Mintry
- Amy Leland - Sara
- Casey McFeron - Wes
- Peter Van Norden - Dr. Edwin Bain
- Salli Saffioti - Carmen Turino
- Eddie Shin - Stanley Mao
- Julie Delpy - Nicole
- Nadia Shazana - Jacy